# Kevin Beacham
Kevin Beacham também conhecido pelo seu nome artístico 7x3=21, é um rapper, produtor, DJ e arquivista musical norte-americano, nascido em Frankfurt. É amplamente reconhecido por ter organizado o evento de batalhas de rap Scribble Jam, entre os anos de 1997 e 2009, e por seu trabalho de documentação da história do Hip Hop dos Estados Unidos desde o final da década de 1980.

## Biografia
Kevin Beacham iniciou a sua carreira no rádio em abril de 1995, com o programa "Time Travel", transmitido pela emissora WNUR 89.3 da Universidade Northwestern (Evanston, Illinois). O programa, de caráter conceitual, tinha como objetivo educar os ouvintes sobre a cultura hip hop, seus artistas pioneiros e o contexto histórico e social envolvido. Em 2002, mudou-se para Minneapolis para colaborar na gestão da gravadora Rhymesayers Entertainment. Posteriormente, retornou ao rádio com o programa Redefinition Radio.
Como DJ, atuou sob o nome de DJ Nikoless, se apresentando com artistas como Eyedea durante o período do projeto Oliver Hart. Na carreira como MC, adota o nome artístico 7x3=21. Em 2023, lançou o EP In Absence of Mere Force, em parceria com DJ Mikec, além do single "Sequelando", criado em colaboração com o produtor musical brasileiro Emtee Beats. Atualmente, Kevin apresenta um programa dedicado ao hip hop na emissora "The Current".

## Discografia

### Álbuns
- Songbird (The Sound Unseen) (2022)
- In Absence of Mere Force (2023)

### Vídeos
- 2023 - What Gives (The Build or Destroy Theory)
- 2023 - Sequelando (com Emtee Beats)